# إقليدس
إقليدس بن نوقطرس بن برنيقس الإسكندري (إغريقية: Εὐκλείδης وتلفظ ‎[eu̯.kle:.dɛ:s]‏) ولد 300 قبل الميلاد، عالم رياضيات يوناني، يلقب ب‍‍أبي الهندسة. مشوار إقليدس العلمي كان في الإسكندرية في أيام حكم بطليموس الأول (323–283 قبل الميلاد). اشتهر إقليدس بكتابه العناصر وهو الكتاب الأكثر تأثيرا في تاريخ الرياضيات، وقد استخدم هذا الكتاب في تدريس الرياضيات (وخصوصا الهندسة) منذ بدايات نشره قديما حتى نهاية القرن الـ19 وبداية القرن الـ20 بين ثنايا هذا الكتاب مبادئ ما يعرف اليوم باسم الهندسة الإقليدية التي تتكون من مجموعة من البديهيات. أنشأ إقليدس بعض المصنفات أيضا في حقول عديدة؛ كالمنظور، القطع المخروطي، الهندسة الكروية، ونظرية الأعداد وغيرها.
الاسم إقليدس هو تعريب للفظ اليوناني Εὐκλείδης، والتي تعني «المجد الحسن».

## حياته
ما يعرف عن حياة إقليدس قليل جدا جدا، وهنالك مصادر محدودة تتحدث عنه. وفي الواقع، المصادر الأساسية عن إقليدس كانت بعد قرون عديدة من حياته، ومؤلفاها هما بروكلس وبابس الإسكندري. وكان لبروكلس نبذة قصيرة عن إقليدس في مؤلفه التعقيب على العناصر، المكتوب في القرن الخامس للميلاد، حيث ذكر أن إقليدس هو مؤلف كتاب العناصر، وأنه قد ذكر على لسان أرخميدس، وذكر حدثا عندما سأله بطليموس الأول عن طريق قصير للهندسة عدا كتاب العناصر، أجابه قائلا «لا يوجد طريق ملكي إلى الهندسة». وعلى الرغم من ذلك، كان استشهاد «الطريق الملكي» محل شك وسؤال نظرا لتشابهه مع قصة مينايخموس مع الإسكندر الأكبر. أما في المرجع الوحيد المتبقي، فقد ذكر فيه بابس بشكل موجز في القرن الرابع عشر أن أبولونيوس «قضى وقتا طويلا مع تلاميذ إقليدس، وكان بذلك اكتسابه العادة العلمية الخاصة بإقليدس.» ويعتقد البعض أن إقليدس قد درس في الأكاديمية الأفلاطونية في اليونان.
ما زال الزمان والمكان لمولد ووفاة إقليدس غير معروفين، ويقدر بشكل قريب من الأرقام المذكورة في المصادر المعاصرة. لا يوجد أي وصف كتابي أو مجسم يصف الشكل الفيزيائي لإقليدس (حيث اعتاد اليونانيون صنع تماثيل لأشهر أعلامهم). أما بالنسبة للوصف الحالي، فهو عبارة عن وصف تخيلي لإقليدس على يد فنانين معاصرين.

## كتاب العناصر

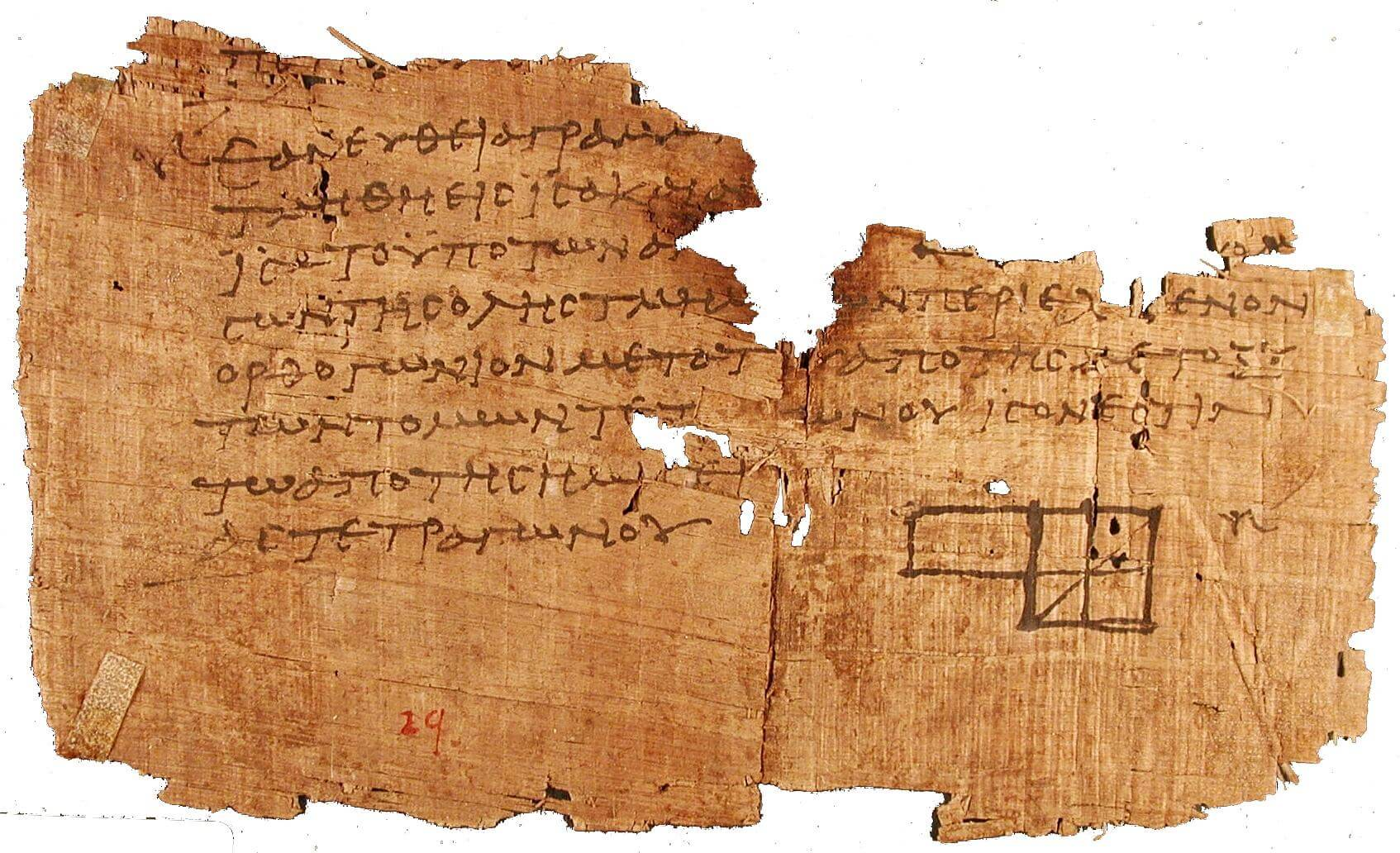
أقدم مخطوطة لكتاب إقليدس العناصر باللغة اليونانية (حوالي 100 قبل الميلاد)، عثر عليها في منطقة البهنسا الأثرية، وهي من الجزء الثاني من الكتاب.

على الرغم من أن استنتاجات كتاب العناصر توصل اليها علماء الرياضيات القدامى، ألا أن إنجاز إقليدس هو ضم جميع هذه الاستنتاجات في عمل مفرد وفي إطار متماسك منطقيا. مما يجعله سهل للاستعمال وسهل للمرجعية. بما في ذلك نظام صارم من البراهين الرياضياتية التي لا تزال قاعدة أساسية للرياضيات خلال 23 قرنا.
ليس هناك أي ذكر لإقليدس في النسخ الأقدم للكتاب، وأغلب النسخ مكتوب عليها «من إصدار ثيون» أو «محاضرات ثيون»، بينما النسخة التي تصنف كالأولى، والموجودة في الفاتيكان، لا تذكر اسم أي مؤلف. والمرجع الوحيد الذي يخبرنا بأن إقليدس هو مؤلف العناصر هو بروكلس وكتابه المرجع الذي يستند إليه المؤرخون في تحديد المؤلف، مؤلفه التعقيب على العناصر الذي يذكر فيه إقليدس كمؤلف للكتاب.
على الرغم من شهرة الكتاب في مجال الهندسة الرياضية، فالكتاب أيضا يتحدث عن نظرية الأعداد. وهو يضع بعين الاعتبار العلاقة بين الأعداد المثالية وأعداد ميرسين، واللاتناهي في الأعداد الأولية، وسدة إقليدس في التحليل (والتي قادت إلى المبرهنة الأساسية في الحساب في تفرد التحليل للعوامل الأولية)، وكما أن فيه خوارزمية إقليدس لإيجاد القاسم المشترك الأكبر من رقمين.
النظام الهندسي الموصوف في كتاب العناصر عرف قديما باسم الهندسة، واعتبرت أنها الهندسة الوحيدة الممكنة. أما اليوم، فهي تعرف باسم الهندسة الإقليدية لفصلها عن الفرع المسمى بالهندسة اللاإقليدية التي اكتشفها علماء الرياضيات في القرن الـ.19
كتاب العناصر هو عمل هائل جمع المعلومات الهندسية الموجودة في زمانه بين ضفتى كتاب مع تقديم البراهين عليها. وحاول اقليدس أن يكون متجردا وموضوعيا فافرد في مقدمة كتابه المبادئ الاساسية اللتى تقوم عليها هندسته. واستطاع ان يحدد 33 نقطة هي حروف الهجاء التي تقوم عليها لغة الرياضيات كلها. فقد حدد اقليدس أول 23 تعريف (بالإنجليزية: definitions)‏ للمفاهيم الأساسية اللتى تتعامل معها هندسته. ثم قدم 5 بديهيات (بالإنجليزية: axioms)‏ و 5 مسلمات (بالإنجليزية: postulates)‏.
اما بالنسبة للغة اقليدس فينبغى ان نلاحظ ان مصطلح خط لا يعنى خطا مستقيما بالضرورة فالخط قد يكون منحنى أو قد يكون مستقيم. وإذا أردنا الإشارة إلى خط مستقيم فلا بد أن نستخدم صفة الاستقامة. وكذلك الحال بالنسبة للأسطح فالسطح هو شكل ثنائى الابعاد ولكنه قد يكون مستوى أو منحنى فاذا اردناه مستويا لابد ان نستخدم كلمة مستوي. وكذلك يجب ان ننتبه ان اقليدس عندما كان يذكر خطا مستقيما كان يعنى قطعة مستقيمة محدودة الطول. على العكس العرف الرياضي الساري اليوم ان الخط المستقيم ممتد لانهائى لا نهاية له. وكذلك الحال بالنسبة للسطح فأجسام اقليدس لم تعرف اللانهاية.
اما البديهيات فهى اشياء صحيحة بالبديهة ونقوم بالتسليم بصحتها كما هي بدون نقاش. اما المسلمات فهى أيضا اشياء نسلم بصحتها بالسليقة بدون اقامة البرهان على صحتها. والفارق بين المسلمات والبديهيات ان الشكوك اللتى قد تحوم حول المسلمات مبررة أكثر من اللتى قد تقوم حول البديهيات. بمعنى ان التشكيك في البديهيات أصعب من التشكيك في المسلمات.
تعريفات اقليدس نسردها فيما يلي:
1. النقطة هي مالا جزء له.
2. الخط هو طول بلا عرض
3. نهايتا الخط هما نقطتان
4. المستقيم هو خط يتطابق مع استواء النقاط اللتى تقع فوقه
5. السطح هو ماله طول وعرض فقط
6. حواف السطح هي دائما خطوط
7. المستوى هو سطح يتطابق مع استواء الخطوط المستقيمة اللتى تقع فوقه
8. الزاوية المستوية هي الميل بين خطين يلتقيان في مستوى ولا يواصلان امتدادهما
9. إذا كان خطا الزاوية مستقيمين سميت الزاوية مستقيمة الخطوط rectilinear
10. إذا قابل مستقيم اخر وبحيث صنع زاويتين متجاورتين متساويتين سميت الزاويتان قائمتين. وسمى المستقيم عمودي على الأخر
11. الزاوية المنفرجة أكبر من القائمة
12. الزاوية الحادة اصغر من القائمة
13. الحد هو ذلك حيث ينتهى شئ
14. الشكل هو ذلك المحصور بين حدوده
15. الدائرة هي شكل مستوى. حدها خط. وبحيث تكون المسافة بين نقطة ما داخل الدائرة وأى نقطة على الحد متساوية
16. مركز الدائرة هو النقطة في منتصف الدائرة السابق ذكرها
17. قطر الدائرة هو قطعة مستقيمة تمر بمركز الدائرة وينهى طرفاها على محيط الدائرة ويقسم القطر الدائرة إلى نصفين متساويين
18. نصف الدائرة هي الشكل المحصور بين قطر الدائرة وقوس الدائرة المقطوع بواسطة هذا القطر
19. متعدد الأضلاع هو الشكل الذي حدوده خطوط مستقيمة فثلاثى الأضلاع يتكون من 3 أضلاع ورباعى الأضلاع يتكون من 4 أضلاع ومتعدد الأضلاع يتكون من عدد غير معين من الأضلاع
20. بالنسبة لثلاثى الأضلاع يسمى مثلث متساوى الاضلاع إذا كان طول كل اضلاعه متساوي ويسمى متساوى الساقين إذا كان ضلعان منه فقط متساويان ويسمى غير متساوى الأضلاع إذا كانت كل أضلاعه مختلفة في الطول
21. بالنسبة لثلاثى الأضلاع يسمى مثلث قائم إذا كانت إحدى زاوياه قائمة ويسمى مثلث منفرج إذا كانت إحدى زاوياه منفرجة ويسمى مثلث حاد إذا كانت كل زاوياه حادة.
22. بالنسبة لرباعى الأضلاع يسمى مربع إذا كانت كانت كل اضلاعه متساوية وكل زواياه قائمة ويسمى مستطيل إذا كانت كل زاوياه قائمة ولكن ليست كل أضلاعه متساوية ويسمى معين إذا كانت كل أضلاعه متساوية ولكن زواياه ليست قائمة ويسمى متوازي أضلاع إذا كان كل ضلعان متقابلان متساويين وكانت كل زاويتان متقابلتان متساويتين. اما باقى الاشكال الأخرى تسمى منحرفة.
23. المتوازيان هما مستقيمان يقعان في نفس المستوى ومهما مدناهما من كلا طرفيهما فهما لا يلتقيان.

أما البديهيات الخمسة فهى:
1. الأشياء المساوية لغيرها متساوية فيما بينها
2. إذا أضفنا كميات متساوية إلى أخرى متساوية تكون النتيجة متساوية
3. إذا طرحنا كميات متساوية من أخرى متساوية تكون النتيجة متساوية
4. الأشياء المتطابقة متساوية
5. الكل أكبر من الجزء

أما المسلمات الخمسة فهى:
1. بين كل نقطتين مختلفتين يمكننا توصيل خط مستقيم -وحيد-
2. يمكننا مد اى قطعة مستقيمة من كلا طرفيها إلى مالا نهاية
3. يمكننا رسم اى دائرة إذا علمنا مركزها ونصف قطرها
4. جميع الزوايا القائمة متساوية
5. إذا قطع مستقيمان ثالث وبحيث يكون مجموع الزاويتين الداخليتين وعلى جهة واحدة من التقاطع اقل من قائمتين. فان المستقيمان سوف يلتقيان إذا مددناهما على نفس هذه الجهة.